# نیروگاه برق آبی هام توآن دا می
نیروگاه برق آبی هام توآن دا می (به لاتین: Hàm Thuận – Đa Mi hydroelectric power stations) یک نیروگاه برقابی در ویتنام است که در Hàm Thuận Bắc واقع شده‌است.